# Argersbach
Der Argersbach oder Rennichbach ist ein weniger als 3 km langer Bach im Stadtgebiet von Gaildorf im  Landkreis Schwäbisch Hall im nordöstlichen Baden-Württemberg, der bei der Münster Mühle des Stadtteils Unterrot von rechts und etwa Osten in den Mühlkanal neben dem Kocher mündet.

## Name
Der Bachlauf ist auf der aktuellen wie auf einer älteren topographischen Karte am Mittellauf blau mit Argersbach beschriftet, in der Datenbank des zuständigen Landesamtes jedoch auf ganzer Länge als Rennichbach ausgewiesen. Er passiert nach dem Waldaustritt ein Offenlandgewann Argersbach, am Unterlauf durchquert er dann das Wiesengewann Rennich.

## Geographie

### Verlauf
Der Argersbach entsteht auf etwa 485 m ü. NHN in einer Weggabel zwischen den Waldhöhengewannen Sturz im Norden, Hohlbuch im Osten und Burggehren im Süden und weniger als 100 Meter westlich der Wasserscheide zum Eisbachtal im Osten. Dort beginnt eine sich bald stark eintiefende Talklinge, in welcher der Bach mit vielen kleinen Richtungsänderungen etwa südwestwärts fließt. Nach gut einem halben Kilometer läuft an einer ins Tal hereinziehenden Waldwegschlinge auf etwa 400 m ü. NHN von Osten her ein erster Seitenbach aus dem Burggehren zu. Zweihundert Meter später öffnet sich rechtsseits die Talaue zum Flurgewann Leimengrube und noch einmal soviel weiter fließt wiederum von Osten her durchs Gewann Reute ein weiterer Bach aus einer Seitenklinge auf etwa 371 m ü. NHN zu.
Dort wendet sich der Bach am Bergfuß nach Westen vom Hangwald ab und durchzieht nun die von Wiesen dominierte offene Flur, zunächst noch beidseits begleitet von einer Baumgalerie. Diese setzt nach weniger als 400 Metern aus und der Bach fließt nun in leicht welliger Landschaft weniger als 200 Meter vom Bröckinger Bach im Süden entfernt und nicht viel mehr vom Taläckerhof am Außenrand vom Münster im Norden westwärts. Er unterquert dabei zwei Feldwege und passiert ein im Aufbau befindliches Gewerbegebiet im Rennich wenig entfernt vom linken Ufer.
Nur noch wenig von der B 19 im Kochertal entfernt, wendet sich der Bachlauf nach Nordwesten. An einem Ausweich-Parkplatz neben der Bundesstraße unterquert er diese und passiert dann die Münster Mühle an deren Nordostseite, auf diesen letzten gut hundert Metern nun wiederum von Gehölz am Ufer begleitet. Dann mündet der Bach auf etwa 323 m ü. NHN wenig unterhalb des Mühlenanwesens von rechts in den Mühlkanal neben dem Kocher, in den der Kanal etwa 200 Meter weiter abwärts an der Kocherbrücke der B 19 bei Münster zurückmündet.
Der Argersbach mündet nach einem 2,7 km langen Lauf mit mittlerem Sohlgefälle von etwa 59 ‰ etwa 162 Höhenmeter unterhalb seines Waldursprungs. Etwa zwei Drittel seines Gesamtgefälles erfährt der Bach dabei auf seinem ersten Kilometer im Hangwald und an dessen unterem Rand.
Der Unterlauf des Argersbachs wurde verlegt. Das lokale Messtischblatt von 1904 zeigt noch einen Verlauf ab dem Rennich in weiter westlicher Richtung bis jenseits der Bundesstraße, danach knickt der Lauf nach Norden ab, passiert die Münster Mühle an deren Ostseite und läuft sodann als Seitengraben neben der Bundesstraße bis zur Brücke, wo er wenige Meter vor dem Rücklauf des Mühlkanals in diesen einfließt.

### Einzugsgebiet
Der Argersbach hat ein etwa 1,1 km² großes Einzugsgebiet im Naturraum der Schwäbisch-Fränkischen Waldberge, dessen oberer Anteil ein Waldkerbtal im Unterraum Limpurger Berge ist, während seine mittleren und unteren Anteile in flacherer Wiesenlandschaft im Unterraum Gaildorfer Becken liegen. Sein mit etwa 498 m ü. NHN höchster Punkt liegt ganz im Osten auf dem Kamm zwischen dem Kochertal diesseits und dem langen Tal des Eisbachs jenseits. An der Südseite des Einzugsgebietes zieht der Bröckinger Bach westwärts zum Kocher etwas aufwärts der Argersbachmündung, an der Nordseite etwas abwärts durch Münster der Dahnbach.
Das Gebiet gehört zur Gänze zur Stadtteilgemarkung Unterrot der Stadt Gaildorf. Als einziger Wohnplatz liegt möglicherweise der ortsnahe Aussiedlerhof Taläckerhof von Münster gerade noch innerhalb an der nördlichen Wasserscheide, nahe der südlichen wenige Gebäude eines neu entstehenden Gewerbegebietes (Stand 2022).

### Zuflüsse
Liste der Zuflüsse von der Quelle zur Mündung. Gewässerlänge, Einzugsgebiet und Höhe nach den entsprechenden Layern auf der Onlinekarte der LUBW. Andere Quellen für die Angaben sind vermerkt.
- (Bach aus dem Burggehren), von links und Osten auf etwa 400 m ü. NHN an einer Wirtschaftswegschleife ins Tal herein etwas vor dem Waldende, ca. 0,3 km und unter 0,1 km². Entsteht auf etwa 482 m ü. NHN an einem Waldweg durch das Burggehren.
- (Bach aus der Reute), von links und Osten auf etwa 371 m ü. NHN an der Laufwende nach Westen vom Waldrand weg, ca. 0,7 km und über 0,1 km². Entsteht auf etwa 484 m ü. NHN noch oberhalb des beim vorigen genannten Waldwegs im Gewann Hohenbühl.

## Geologie
Der Argersbach ist ein Bach der Keuperlandschaft. Die höchste auftretende mesozoische Schicht ist der Stubensandstein (Löwenstein-Formation) des Mittelkeupers, der in großer Schichtinsel auf der östlichen Wasserscheide liegt. Die drei Oberläufe entspringen eine Schicht darunter in den Oberen Bunten Mergeln (Mainhardt-Formation), sie durchlaufen steil eingeschnittene Klingen mit im Bett liegenden Steinblöcken im Kieselsandstein (Hassberge-Formation) und den Unteren Bunten Mergeln (Steigerwald-Formation), danach flacher den Schilfsandstein (Stuttgart-Formation). Erst in Schichthöhe des Gipskeupers (Grabfeld-Formation), der vor allem am rechten Hang die Gewässermulde bis zum Beginn des Unterlaufs begleitet, vereinen sie sich. Gegenüber der Mündung an der anderen Auenböschung des Kochers steht zuletzt Lettenkeuper (Erfurt-Formation) des nunmehr Unteren Keupers an.
Ab dem Zufluss des ersten Seitenbachs aus dem Burggehren liegt in der Talmulde Schwemmland, anfangs Schlufflehm etwa im Gewann Leimengrube (entsprechend schriftsprachlich Lehmgrube); in der Talmitte beginnt dann bald ein Auenlehmstreifen, der sich schon am Mittellauf ausweitet und am Unterlauf einen Großteil der Breite des Einzugsgebietes einnimmt. Linksseits des Unterlaufs auf der sehr flachen Wasserscheide zum Bröckinger Bach liegen ebenfalls quartäre, vom Fluss abgelagerte Terrassensedimente.

## Natur und Schutzgebiete
Der Argersbach hat einen naturnahen, zur Klinge eingefurchten Oberlauf in einem von Fichten, Tannen und Buchen dominiertem Hochwald mit übermoosten Steinblöcken im Bett.
Am unteren Waldrand entlang mäandriert der Bach, am Ufer stehen dort Eschen und vor allem Erlen. Der zweite Zufluss aus der Reute hat eine halb- bis meterbreite Bachsohle, ebenso der folgende Westlauf, in dem es anfangs einige Schnellen gibt, dessen Bett bis zwei Meter breit ist und an dessen Ufer eine Galerie mit Baum und Gesträuch steht. Jenseits von dieser liegen ein kleiner Sumpf und zwei flache Tümpel im Bereich der am Bergfuß eingezäunten Weidewiesen. Die Galerie setzt bald aus, aber in etwas Entfernung am nunmehr flachen Hang stehen noch länger Heckenreihen.
Am Unterlauf ist das dort meist von Mähwiesen begleitete Ufer fast frei von Gehölzbewuchs, erst auf seinen letzten hundert Metern nach der Bundesstraße stehen wieder Bäume und Gesträuch am Ufer des Bachs.
Der offene Anteil des Einzugsgebietes von der Walduntergrenze bis fast zum Beginn des Unterlaufs ist Teil des Landschaftsschutzgebietes Kochertal mit angrenzenden Höhenzügen. Es gehört insgesamt zum Naturpark Schwäbisch-Fränkischer Wald.

### LUBW
Amtliche Online-Gewässerkarte mit passendem Ausschnitt und den hier benutzten Layern: Lauf und Einzugsgebiet des Argersbachs

Allgemeiner Einstieg ohne Voreinstellungen und Layer: Daten- und Kartendienst der Landesanstalt für Umwelt Baden-Württemberg (LUBW) (Hinweise)
1. 1 2 3 4  Höhe nach dem Höhenlinienbild auf dem Hintergrundlayer Topographische Karte.
2. ↑  Länge nach dem Layer Gewässernetz (AWGN).
3. 1 2  Einzugsgebiet abgemessen auf dem Hintergrundlayer Topographische Karte.
4. 1 2  Name und geänderter Verlauf auch nach den Meßtischblätter in der Deutschen Fotothek:
  - 6924 Gaildorf von 1930
  - 7024 Gschwend von 1904
5. ↑  Länge abgemessen auf dem Hintergrundlayer Topographische Karte.
6. ↑  Schutzgebiete nach den einschlägigen Layern, Natur teilweise nach dem Layer Biotop.

### Andere Belege
1. ↑  Wolf-Dieter Sick: Geographische Landesaufnahme: Die naturräumlichen Einheiten auf Blatt 162 Rothenburg o. d. Tauber. Bundesanstalt für Landeskunde, Bad Godesberg 1962. → Online-Karte (PDF; 4,7 MB)
2. ↑  Hansjörg Dongus: Geographische Landesaufnahme: Die naturräumlichen Einheiten auf Blatt 171 Göppingen. Bundesanstalt für Landeskunde, Bad Godesberg 1961. → Online-Karte (PDF; 4,3 MB)
3. ↑  Geologie nach den Layern zu Geologische Karte 1:50.000 auf: Mapserver des Landesamtes für Geologie, Rohstoffe und Bergbau (LGRB) (Hinweise). Ein ähnliches Bild bietet die unter → Literatur aufgeführte geologische Karte, die aber das östlichste Einzugsgebiet nicht abdeckt.